# Ordem do Serafim
Ordem do Serafim (em sueco, Serafimerorden) ou Ordem de Sua Majestade o Rei, é uma ordem de cavalaria sueca instituída pelo rei Frederico I em 23 de fevereiro de 1748 juntamente com a Ordem da Espada e a Ordem da Estrela Polar. Após a reorganização das ordens em 1975, ela passou a ser concedida somente a chefes de Estado e membros da família real.
As três letras na estrela da ordem IHS significam Iesus, Hominem Salvator (latim: Jesus, salvador de homens) e estão acompanhadas por uma cruz latina.